# José Celestino da Silva
José Celestino da Silva GOIC • ComNSC (Chaves, Vilar de Nantes, 6 de Janeiro de 1849 – Lisboa, 10 de Fevereiro de 1911) foi um militar do Exército Português e administrador colonial que, ente outras funções, foi governador de Timor Português entre 1894 e 1908. Oficial de Cavalaria, atingiu o posto de general.

## Biografia
Destinado à carreira militar, assentou praça no Regimento de Cavalaria N.º 6, em 27 de julho de 1865, frequentando de seguida o curso da Escola do Exército, onde foi o primeiro classificado. Manteve-se no mesmo Regimento até atingir o posto de capitão em 23 de junho de 1883.
Conhecido pelo seu aprumo, foi colocado na Guarda Municipal de Lisboa. Pouco tempo depois, com o assentimento do rei D. Luís I de Portugal, foi transferido para o comando do Regimento de Cavalaria N.º 2 do Príncipe D. Carlos, no qual prestava serviço como subalterno o então príncipe D. Carlos de Bragança, futuro rei D. Carlos I de Portugal.
Em 1894, com o posto de major, foi nomeado governador da colónia de Timor Português, ao tempo território dependente do governo de Macau. A distância e o abandono tinham reduzido autoridade portuguesa à cidade de Dili, o que conjugado com o terreno acidentado, o clima difícil, a vegetação luxuriante e a constante resistência da população à presença portuguesa, na maior parte dos casos assumindo uma aberta rebeldia, fazia da tarefa de governar Timor um desafio que poucos conseguiam assumir com êxito. 
Ascendendo a tenente coronel em 4 de agosto de 1898 e a coronel em 23 de dezembro de 1904, dos 14 anos que permaneceu em Timor, doze seriam passados em campanhas de pacificação, para as quais contava com um número muito reduzido de tropas e com poucos recursos materiais. Inicialmente as tropas metropolitanas disponíveis reduziam-se a 29 homens, a que se juntavam 350 moradores em Dili e carregadores locais. 
Por outro lado a dependência de Macau, território também distante e em que os recursos disponíveis não eram muitos, constituía um problema adicional. Pouco depois de ter chegado a Timor solicitou a autonomia administrativa de Timor em relação a Macau, o que lhe foi concedido por decreto de 1896. Também solicita o envio de tropas, tendo recebido um reforço constituído por landins enviados de Moçambique.

Com a chegada dos reforços vindos de Moçambique, iniciou o processo de submissão dos reinos rebeldes, processo que executa com muita cautela e perseverança. Apesar dessa cautela, sofreu importantes revezes, com destaque para o massacre de uma coluna comandada pelo Capitão Câmara, apanhada numa densa floresta, e para a morte em acção do alferes Francisco Duarte durante o assalto a uma tranqueira.

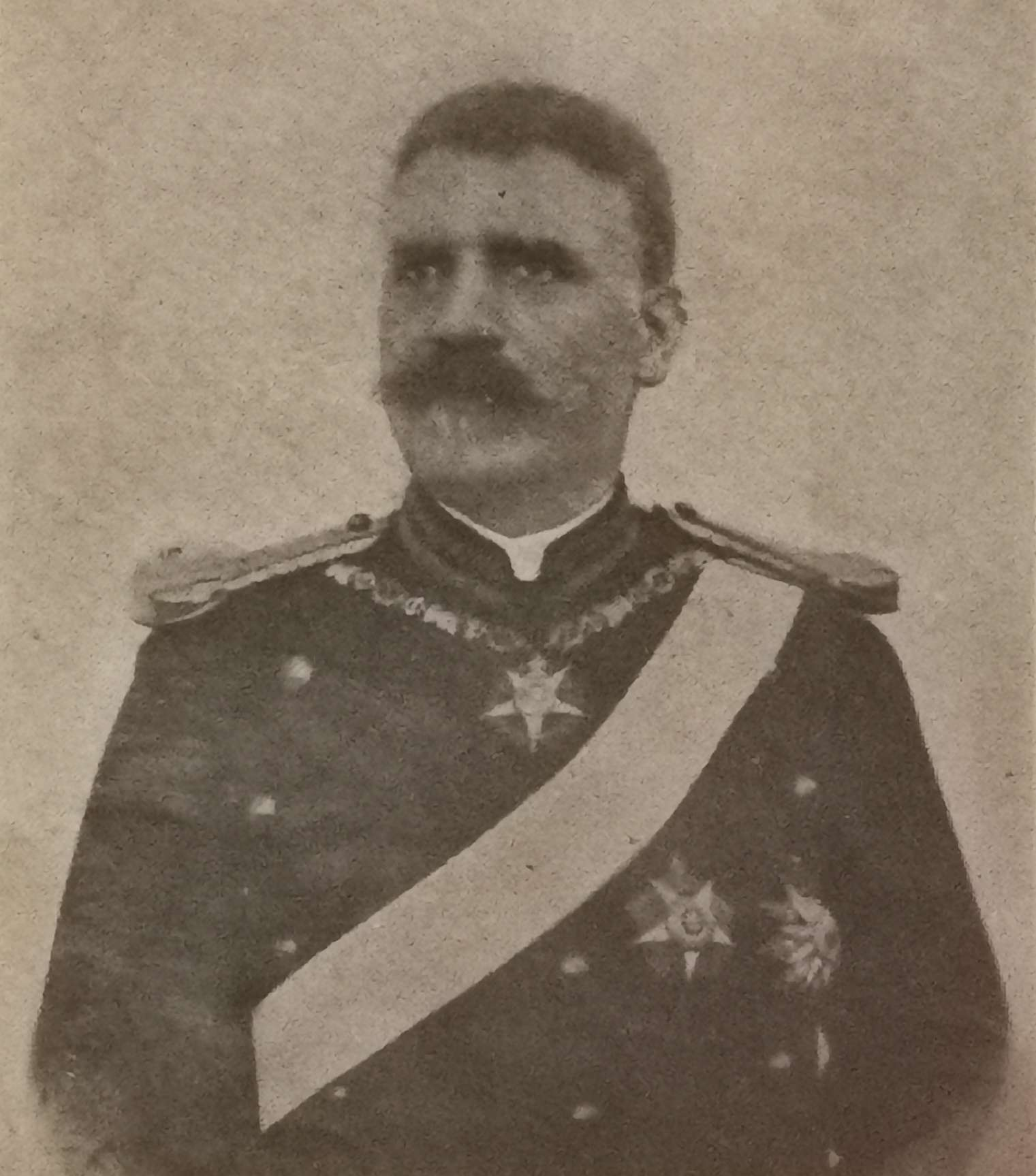
Retrato de Celestino da Silva enquanto Governador de Timor.

Ao longo do seu longo mandato como governador de Timor Português encetou uma importante obra de fomento do desenvolvimento sócio-económico, que incluiu a construção de 22 postos militares de defesa, soberania e penetração, a abertura de estradas de penetração, a criação de uma escola de ensino oficial em Dili e uma escola agrícola em Remexio, a introdução de várias culturas, entre as quais a do cafeeiro, a proibição de corte do sândalo em toda a costa norte como forma de protecção da espécie, a fundação da Sociedade Agrícola Pátria e Trabalho, o estabelecimento de ligações marítimas regulares com Macau e Austrália e múltiplas obras de saneamento, higienização e de melhoria das infraestruturas públicas, incluindo a construção do primeiro cais acostável do território.
Ao longo do tempo, as relações pessoais com os chefes locais permitiram organizar uma reunião mensal, que incluía um almoço conjunto, o que permitiu criar canais de comunicação entre a administração colonial e as populações locais.
A relação que estabeleceu com os povos locais e a sua autonomia de acção levaram a que a oposição política metropolitana lhe desse o epíteto de Rei de Timor, ao que o rei D. Carlos, que o tivera como comandante, com estima contrapunha com o meu colega de Timor.
Após o regicídio de 1908, morto D. Carlos, perde a protecção real e foi exonerado do cargo. Para deixar Timor, como não tinha dinheiro pessoal que lhe permite adquirir a passagem, viu-se obrigado a recorrer à ajuda financeira de um comerciante malaio amigo, que lhe paga a viagem de regresso a Portugal via Austrália.
Ao chegar o primeiro-ministro António Teixeira de Sousa quis nomeá-lo comandante da Guarda Municipal, por onde já lá tinha passado, mas, apesar do trabalho feito, não recebe qualquer louvor e é colocado como comandante do Regimento de Cavalaria de Almeida, com o posto de coronel.
Mesmo assim, logo após o início das hostilidades contra o Monarquia Portuguesa pela implantação da República Portuguesa, apresentou-se no quartel general reclamando tropas para atacar os revoltosos republicanos; assistiu ao conselho de oficiais monárquicos tendo querido ir ao paço real buscar o rei e pô-lo à frente do exército. 

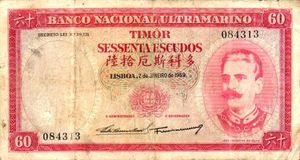
Exemplo de nota de sessenta Escudos Timorenses, de 1959, com o retrato do ex-governador.

Ao ser derrotado no seu intento, a seu pedido, passou à situação de reserva na qualidade de general, falecendo pouco depois.
Foi impressa uma série de notas, de 30$00, 60$00, 100$00 e 500$00, de Timor Português com a sua imagem.

## Comendas, medalhas e louvores
Era condecorado com a Comenda e Oficialato da Ordem de Aviz; Comenda da Torre e Espada; Comenda holandesa da Ordem de Orange-Nassau; medalha de ouro de bom comportamento exemplar; medalha de ouro de serviços relevantes no ultramar e medalha de ouro de valor militar; e as medalhas de ouro da rainha D. Amelia em virtude das campanhas de Timor de 1895, 1896 e 1900. Foi agraciado com a carta de conselho por serviços distintos.
Igualmente a 14 de Julho de 1932 foi feito Grande-Oficial da Ordem do Império Colonial a título póstumo. Assim, como, em 1894 foi feito 2.747.° Comendador da Ordem de Nossa Senhora da Conceição de Vila Viçosa.

## Dados genealógicos
José Celestino da Silva nasceu em Vilar de Nantes, concelho de Chaves, filho de António José Celestino da Silva e de sua mulher Rosa Maria Carneiro.
Casou com Amélia Augusta Coelho Montalvão, de distinta família flaviense, que em Timor prestou serviços à assistência pública e hospitalar, "chegando a ser a enfermeira dos pobres".
Tiveramː
- Júlio Celestino de Montalvão e Silva, tenente da armada
- Dr. Manuel Celestino de Montalvão e Silva, advogado
- D. Leopoldina Augusta de Montalvão e Silva Carvalho
- D. Maria Aida de Montalvão de Santos e Silva
- D. Alcina da Conceição Montalvão e Silva Fernandes